# Galattocele
Per  galattocele  in campo medico, si intende una cisti a livello della ghiandola mammaria composta da un insieme di latte e altre sostanze, la comparsa di tale anomalia resta rara.

## Sintomatologia
I sintomi e i segni clinici mostrano tumefazione della parte interessata, dolore e fuoriuscita di liquido, che può essere tendente al verde se la cisti è presente da tempo. Il suo decorso porta o ad una calcificazione o alla rottura della cisti.

## Eziologia
La causa è da attribuirsi all'ostruzione di un dotto galattoforo della ghiandola mammaria, tale evento si nota più frequentemente quando la madre termina di allattare il figlio.

## Terapia
Un'operazione chirurgica di rimozione si rende necessaria onde evitare conseguenze derivate dalle complicanze.